# Yacine Abdessadki
Yacine Abdessadki (Nizza, 1º gennaio 1981) è un ex calciatore marocchino con cittadinanza francese, di ruolo centrocampista.

## Palmarès

### Club

#### Competizioni nazionali
- Coppa di Francia: 1

Strasburgo: 2000-2001
- Coppa di Lega francese: 1

Strasburgo: 2004-2005
- Campionato tedesco di seconda divisione: 1

Friburgo: 2008-2009